# Una nota falsa
Una Nota Falsa es el segundo libro de la serie: The 39 Clues. Está escrito por Gordan Korman, y fue publicado por Destino en 2011. Después de los acontecimientos de El laberinto de huesos , Amy (protagonista) y Dan Cahill aprenden acerca de Mozart y viajan a Viena (Austria) para buscar para la segunda pista en la competencia 39 Clues.
Una nota falsa entró en los niños Books New York Times lista de best sellers número uno en 21 de diciembre de 2008 y se mantuvo en la lista de libros de capítulos de los niños durante 12 semanas.

## Resumen
Amy, Dan, y su niñera, Nella Rossi, que se encuentran una partitura musical de Wolfgang Amadeus Mozart en el final de El Laberinto de Huesos, llevándolos a Viena, Austria, para aprender de él y encontrar una pista relacionada. En Viena, Amy y Dan descubre que Mozart tenía una hermana mayor: Maria Anna "Nannerl" Mozart. Ellos van a la biblioteca para ver su diario, sólo para darse cuenta de Jonás Wizard, un compañero competidor en la búsqueda de las 39 pistas, lo robó. Lo robar de él, pero luego lo traduce Nella y nota que tres páginas faltan en el diario.
Después de encontrar la música de Mozart en Internet, Amy y Dan aviso de que tres líneas no están en ella. Juegan las líneas que faltan en el lobby del hotel donde se hospeda y se dan cuenta de que son en realidad una canción completamente diferente que no se ha escrito aún por Mozart. El nombre de esa canción es "el lugar donde nací", por lo que ir al lugar donde nació Mozart: Salzburgo, Austria. Allí, se ve Alistair Oh (otro competidor), y le siguen en las catacumbas de Salzburgo. Consideran que el hombre de negro (que siempre está allí cuando suceden cosas malas) y, poco después, se encuentran atrapados en el interior de las catacumbas y de explosión que causa un derrumbe. Sin embargo, encuentran otra salida a través de Archiabadía de San Pedro y son perseguidos por los monjes después de encontrar una hoja de pergamino que supuestamente tenía todas las 39 pistas en él. Están devastados al encontrar que es sólo una receta para el benedictino.
Más tarde, Nellie descubre que hay un dispositivo de rastreo en el cuello de su gato, Saladino. Ella, Amy y Dan y luego encontrar Alistair durmiendo en un banco del parque y de decidirse a plantar en él. Amy encuentra un compartimiento secreto en el interior de su bastón y plantas el dispositivo de rastreo en el interior, a cambio de tomar lo que encontró en las catacumbas, un cartel siglo décimo octavo concierto protagonizado por Mozart en Venecia, Italia.
En Venecia, Amy y Dan seguir Jonás Mago y encontrar un pasaje secreto en una tienda de música llamada "Disco Volante" a un bastión Janus. Allí, se encuentran con las páginas del diario que faltan y los roban de Jonás mientras los está examinando. Ellos son perseguidos por agentes Janus pero ocultar las páginas de un barco llamado el Royal Saladino y volver a recogerlos una vez que pierden el Janus. Las páginas dicen que Nannerl pensó que su hermano estaba volviendo loco porque estaba comprando grandes cantidades de acero japonés caro y meterse en una deuda mayor. Un nombre, Fidelio Racco, que también se encontró en el papel tomado de Alistair Oh, aparece en el diario, junto con dos notas de gracia: "La palabra que le costó la vida, menos la música" y "D> HIC". Calculan que "la palabra que le costó la vida" se refería a la famosa cita de María Antonieta, "Que coman pastel". Amy recuerda de una conversación con Grace que María Antonieta usa la palabra francesa más común para pastel, pastel de brioche en vez de que es lo que generalmente se cita con. Sin embargo, no sé qué quiere decir con Grace "menos la música" o "D> HIC", por lo que ir a la mansión de Fidelio Racco (que es ahora un museo) y ocultar hasta después de que se cierre. A continuación, colar a clavecín Fidelio Racco, pero son emboscados por los Kabras, que han estado siguiendo desde París. Ian toca música de Mozart en el clavicordio, pero no es consciente de la llave D trampas explosivas, que Amy se da cuenta es el significado de D> HIC. Ella trata de golpear Ian desde el banquillo, pero es demasiado tarde. Sus cepillos dedos la llave trampas explosivas, y una explosión que envía tanto volando en el aire. Amy se las arregla para encogerse y rodar cuando golpea el suelo, pero Ian golpea la cabeza contra el suelo de mármol y queda inconsciente. Natalie también noqueó a Dan después la apuñala con un dardo de su pistola de dardos tranquilizantes.
La mayor parte de la clave se vaporiza en la explosión, pero el teclado sigue intacta, así que Amy juega "el lugar donde nací". Una sección de la planta baja, revelando dos espadas japonesas y la segunda pista, de tungsteno. Amy se da cuenta de que la música de la tarta menos significa que tiene que sacar todas las cartas que son las notas musicales, lo que le deja con TU, el símbolo químico del wolframio.
De regreso a su hotel en Venecia, Amy y Dan Nellie decir acerca de la segunda pista, y que ella llama Japan Airlines a reservar tres entradas para Tokio.
El libro termina con Alistair Oh, quien consigue averiguar quién es el propietario del dispositivo de seguimiento que se colocó en Saladin y él mismo. Esa persona es el abogado y amigo de Grace, William McIntyre.
- Datos: Q2648742